# جانیس موری (بازیکن فوتبال)
جانیس موری (انگلیسی: Janice Murray؛ زادهٔ ۲۶ اکتبر ۱۹۶۶) بازیکن فوتبال اهل بریتانیا است.
از باشگاه‌هایی که در آن بازی کرده‌است می‌توان به باشگاه فوتبال زنان لیورپول و باشگاه فوتبال زنان اورتون اشاره کرد.
وی همچنین در تیم ملی فوتبال زنان انگلستان بازی کرده‌است.